# Sahl Sogn (Holstebro Kommune)
 For alternative betydninger, se Sahl Sogn. (Se også artikler, som begynder med Sahl Sogn)
Sahl Sogn er et sogn i Holstebro Provsti (Viborg Stift).
I 1800-tallet var Ejsing Sogn anneks til Sahl Sogn. Begge sogne hørte til Ginding Herred i Ringkøbing Amt. Trods annekteringen var de to selvstændige sognekommuner. Ved kommunalreformen i 1970 blev både Sahl og Ejsing indlemmet i Vinderup Kommune, der ved strukturreformen i 2007 indgik i Holstebro Kommune.
Vinderup Kirke blev indviet i 1906, og Vinderup blev et kirkedistrikt i Sahl Sogn. I 2010 blev Vinderup kirkedistrikt udskilt fra Sahl Sogn som det selvstændige Vinderup Sogn.
I Sahl Sogn ligger Sahl Kirke.
I Sahl og Vinderup sogne findes følgende autoriserede stednavne:
- Agerbæk (bebyggelse)
- Bjert (bebyggelse, ejerlav)
- Buskov (bebyggelse, ejerlav)
- Godrum (bebyggelse)
- Hasselholt (bebyggelse, ejerlav)
- Hovgård (bebyggelse)
- Hverremose (bebyggelse)
- Nold (bebyggelse, ejerlav)
- Nørre Sahl (bebyggelse)
- Obitsø (bebyggelse, ejerlav)
- Sahl (bebyggelse, ejerlav)
- Sevelsted (bebyggelse, ejerlav)
- Skallesø (vandareal)
- Skovlund (bebyggelse, ejerlav)
- Skånsø (vandareal)
- Stokholm (bebyggelse)
- Svenstrup (bebyggelse, ejerlav)
- Svenstrup Hede (bebyggelse)
- Vinderup (bebyggelse, Stationsby og kommunecenter indtil 2007)
- Ål (bebyggelse, ejerlav)
- Ålskov (bebyggelse)